# Cayratia seemanniana
Cayratia seemanniana är en vinväxtart som beskrevs av Albert Charles Smith. Cayratia seemanniana ingår i släktet Cayratia och familjen vinväxter. Inga underarter finns listade i Catalogue of Life.